# Paul Minzer
Héctor Paulo "Paul" Minzer (Mendoza, 18 de septiembre de 1973) es un exbasquetbolista argentino. Realizó una larga carrera como deportista profesional en su país, siendo parte del plantel de GEPU que se consagró campeón de la Liga Nacional de Básquet en la temporada 1992-93.

## Trayectoria
Surgido de la cantera del Club Israelita Macabi de Mendoza, en 1991 fue reclutado por Enrique Tolcachier para jugar en la Liga B con el club cordobés Macabi.
Integró la selección de la provincia de Mendoza que culminó como subcampeona en el Campeonato Argentino de Básquet de 1992 y, gracias a ello, fue fichado por GEPU, lo que le dio la posibilidad de debutar en la Liga Nacional de Básquet durante la temporada 1992-93, en la cual los sanluiseños obtuvieron el título en disputa.
Posteriormente jugó para Santa Paula de Gálvez -en la temporada en la que el equipo descendió al TNA- y para Independiente de General Pico -contribuyendo a la conquista del Campeonato Sudamericano de Clubes Campeones 1996-.
En 1996 recibió una oferta del Maccabi Tel Aviv, que quiso incorporarlo como jugador israelí dado que Minzer es étnicamente judío y era elegible para hacer aliá; sin embargo ello acabó frustrándose, y, con los equipos ya formados para la próxima temporada de la LNB, el escolta terminó uniéndose a Newell's Old Boys, club que había adquirido una plaza en el Torneo Nacional de Ascenso. 
Minzer jugó los siguientes años en la segunda categoría del baloncesto profesional argentino con varios equipos hasta su regreso a la LNB en 2002: ese año fue solicitado por Enrique Tolcachier para sumarse a Gimnasia y Esgrima de Comodoro Rivadavia, formación con la cual llegaría hasta las semifinales de los playoffs de la temporada 2002-03.
En 2003 fue contratado por Peñarol de Mar del Plata, en lo que sería su última experiencia en la LNB. Luego de ello se afincó en la provincia de Santa Fe. Fue campeón de la Liga B en 2005 como miembro de Unión de Sunchales, y posteriormente jugó para Brown de San Vicente y Unión de Santa Fe.
Tras retirarse de la práctica profesional del baloncesto se convirtió en entrenador de juveniles en clubes de la localidad de Gálvez.

## Selección nacional
Minzer fue miembro del equipo juvenil de Argentina que disputó el Campeonato Sudamericano de Baloncesto Junior de 1992.

## Vida personal
Es padre de Jeremías y Felipe Minzer, ambos jugadores profesionales de básquetbol.